# Habib Diallo
Pour les articles homonymes, voir Diallo.
Habibou Mouhamadou Diallo, dit Habib Diallo, né le 18 juin 1995 à Thiès au Sénégal, est un footballeur international sénégalais qui joue au poste d'attaquant à Al-Shabab FC.

## Biographie

### En club

#### FC Metz (2015-2020)
Habib Diallo signe son premier contrat professionnel avec le FC Metz lors de l'été 2015.
Habib Diallo est de retour au FC Metz pour la saison 2018-2019, il inscrit un quadruplé lors de son premier match à domicile alors qu’il démarre remplaçant. Il confirme son très bon début de saison en inscrivant 3 autres buts lors des deux journées suivantes et participe à la remontée du club, avec une  sélection dans l'équipe type 2019 de ligue 2.
Lors de la saison 2019-2020, sa deuxième en Ligue 1, Habib Diallo marque 12 buts et délivre 3 passes décisives. Il est un des grands artisans du maintien du club dans l'élite, ce qui lui vaut de se faire remarquer par plusieurs clubs européens.

##### Prêt au Stade brestois (2017-2018)
Il est prêté six mois au Stade brestois tout à la fin du mercato hivernal 2017. 
Le 25 août 2017, il y est de nouveau prêté, pour une saison. Avec les Bretons, son association avec Gaëtan Charbonnier fonctionne bien, et son très bon jeu de tête comme sa capacité à entrer en jeu sont largement utilisés par son équipe.

#### RC Strasbourg (2020-2023)
Le 5 octobre 2020, Habib Diallo s'engage pour cinq ans avec le RC Strasbourg contre un montant de 10 millions d'euros avec bonus, l'achat le plus cher de l'histoire du club,. Ce transfert est mal vécu par certains supporters messins, rivaux historique de Strasbourg, qui taguent le siège de leur club en représailles.
Il fait ses débuts le 18 octobre en remplaçant Lionel Carole avant la mi-temps lors de la réception de l'Olympique lyonnais en Ligue 1. Menés trois buts à zéro, les Strasbourgeois reviennent à trois buts à deux grâce notamment à une réalisation du Sénégalais qui marque dès son entrée en jeu.

#### Al-Shabab FC (depuis 2023)
Le 13 août 2023, Habib Diallo rejoint le championnat saoudien en s'engageant en faveur du Al-Shabab FC,. Le montant du transfert est estimé à 18 millions d'euros,.

### En sélection nationale
Le 17 novembre 2018, Habib Diallo dispute son premier match en sélection nationale lors d'une victoire un but à zéro face à la Guinée équatoriale lors des qualifications pour la Coupe d'Afrique des nations 2019 en rentrant en jeu à la place de M'Baye Niang. Le 13 novembre 2019, il marque son premier but contre le Congo lors d'un succès deux buts à zéro. 
Il dispute sa première compétition internationale lors de la Coupe d'Afrique des nations 2021 qu'il remporte. Pour sa première CAN, il prend part au trois matchs de poules mais n'entre plus en jeu à partir des huitièmes de finale de la compétition.
Le 29 décembre 2023, il est retenu dans la liste des vingt-sept joueurs sénégalais sélectionnés par Aliou Cissé pour disputer la Coupe d'Afrique des nations 2023. Il est titulaire lors des quatre matches de la compétition et marque à deux reprises dont un but en huitième de finale qui n'empêche pas l'élimination lors de la séance de tirs au but. 

## Statistiques

### Statistiques détaillées
| Saison                | Club                     | Championnat           | Championnat | Championnat | Championnat | Coupe nationale | Coupe nationale | Coupe nationale | Coupe de la Ligue | Coupe de la Ligue | Coupe de la Ligue | Play-offs | Play-offs | Play-offs | Sénégal | Sénégal | Sénégal | Total | Total | Total |
| Saison                | Club                     | Division              | M.          | B.          | P.d.        | M.              | B.              | P.d.            | M.                | B.                | P.d.              | M.        | B.        | P.d.      | M.      | B.      | P.d.    | M.    | B.    | P.d.  |
| 2013-2014             | FC Metz rés.             | CFA 2                 | 5           | 0           | -           | -               | -               | -               | -                 | -                 | -                 | -         | -         | -         | -       | -       | -       | 5     | 0     | 0     |
| 2014-2015             | FC Metz rés.             | CFA                   | 18          | 1           | -           | -               | -               | -               | -                 | -                 | -                 | -         | -         | -         | -       | -       | -       | 18    | 1     | 0     |
| 2015-2016             | FC Metz rés.             | CFA 2                 | 5           | 2           | -           | -               | -               | -               | -                 | -                 | -                 | -         | -         | -         | -       | -       | -       | 5     | 2     | 0     |
| 2016-2017             | FC Metz rés.             | CFA 2                 | 1           | 1           | -           | -               | -               | -               | -                 | -                 | -                 | -         | -         | -         | -       | -       | -       | 1     | 1     | 0     |
| Sous-total            | Sous-total               | Sous-total            | 29          | 4           | -           | -               | -               | -               | -                 | -                 | -                 | -         | -         | -         | -       | -       | -       | 29    | 4     | 0     |
| 2015-2016             | FC Metz                  | Ligue 2               | 17          | 9           | 2           | -               | -               | -               | 1                 | 0                 | 0                 | -         | -         | -         | -       | -       | -       | 18    | 9     | 2     |
| 2016-2017             | FC Metz                  | Ligue 1               | 19          | 1           | 1           | 1               | 0               | 0               | 3                 | 0                 | 0                 | -         | -         | -         | -       | -       | -       | 23    | 1     | 1     |
| 2017-2018             | FC Metz                  | Ligue 1               | 1           | 0           | 0           | -               | -               | -               | -                 | -                 | -                 | -         | -         | -         | -       | -       | -       | 1     | 0     | 0     |
| 2018-2019             | FC Metz                  | Ligue 2               | 37          | 26          | 5           | 3               | 0               | 1               | 3                 | 0                 | 0                 | -         | -         | -         | 1       | 0       | 0       | 44    | 26    | 6     |
| 2019-2020             | FC Metz                  | Ligue 1               | 26          | 12          | 1           | 1               | 0               | 0               | -                 | -                 | -                 | -         | -         | -         | 3       | 1       | 0       | 30    | 13    | 1     |
| 2020-2021             | FC Metz                  | Ligue 1               | 4           | 0           | 0           | -               | -               | -               | -                 | -                 | -                 | -         | -         | -         | -       | -       | -       | 4     | 0     | 0     |
| Sous-total            | Sous-total               | Sous-total            | 104         | 48          | 9           | 5               | 0               | 1               | 7                 | 0                 | 0                 | -         | -         | -         | 4       | 1       | 0       | 120   | 49    | 10    |
| 2016-2017             | Stade brestois 29 (prêt) | Ligue 2               | 16          | 7           | 2           | -               | -               | -               | -                 | -                 | -                 | -         | -         | -         | -       | -       | -       | 16    | 7     | 2     |
| 2017-2018             | Stade brestois 29 (prêt) | Ligue 2               | 33          | 9           | 5           | 2               | 2               | 0               | -                 | -                 | -                 | 1         | 0         | 0         | -       | -       | -       | 36    | 11    | 5     |
| Sous-total            | Sous-total               | Sous-total            | 49          | 16          | 7           | 2               | 2               | 0               | -                 | -                 | -                 | 1         | 0         | 0         | -       | -       | -       | 52    | 18    | 7     |
| 2020-2021             | RC Strasbourg            | Ligue 1               | 32          | 9           | 3           | -               | -               | -               | -                 | -                 | -                 | -         | -         | -         | 2       | 0       | 1       | 34    | 9     | 4     |
| 2021-2022             | RC Strasbourg            | Ligue 1               | 31          | 11          | 1           | 2               | 1               | 0               | -                 | -                 | -                 | -         | -         | -         | 8       | 1       | 0       | 41    | 13    | 1     |
| 2022-2023             | RC Strasbourg            | Ligue 1               | 37          | 20          | 0           | 1               | 0               | 0               | -                 | -                 | -                 | -         | -         | -         | 4       | 2       | 0       | 42    | 22    | 0     |
| Sous-total            | Sous-total               | Sous-total            | 100         | 40          | 4           | 3               | 1               | 0               | -                 | -                 | -                 | -         | -         | -         | 13      | 3       | 1       | 116   | 44    | 5     |
| 2023-2024             | Al-Shabab                | SPL                   | 30          | 5           | 3           | 3               | 0               | 1               | -                 | -                 | -                 | -         | -         | -         | 12      | 3       | 3       | 45    | 8     | 7     |
| 2024-2025             | Damac FC (prêt)          | SPL                   | 27          | 7           | 3           | 1               | 0               | 0               | -                 | -                 | -                 | -         | -         | -         | 6       | 0       | 0       | 34    | 7     | 3     |
| Total sur la carrière | Total sur la carrière    | Total sur la carrière | 339         | 120         | 26          | 14              | 3               | 2               | 7                 | 0                 | 0                 | 1         | 0         | 0         | 36      | 7       | 4       | 397   | 130   | 32    |

### Buts internationaux
| But en sélection de Habib Diallo | But en sélection de Habib Diallo | But en sélection de Habib Diallo            | But en sélection de Habib Diallo        | But en sélection de Habib Diallo | But en sélection de Habib Diallo | But en sélection de Habib Diallo | But en sélection de Habib Diallo | But en sélection de Habib Diallo | But en sélection de Habib Diallo |
| 0                                | Date                             | Lieu                                        | Compétition                             | Résultat                         | Adversaire                       | Détail                           | Détail                           | Sél.                             |                                  |
| -------------------------------- | -------------------------------- | ------------------------------------------- | --------------------------------------- | -------------------------------- | -------------------------------- | -------------------------------- | -------------------------------- | -------------------------------- | -------------------------------- |
| 1er                              | 13 novembre 2019                 | Stade Lat-Dior, Thiès, Sénégal              | Qualifications à la CAN 2021            | 2 - 0                            | Congo                            | 28e                              | 2-0                              | 3e                               |                                  |
| 2e                               | 11 novembre 2021                 | Stade de Kégué, Lomé, Togo                  | Qualifications à la Coupe du Monde 2022 | 1 - 1                            | Togo                             | 90+3e                            | 1-1                              | 9e                               |                                  |
| 3e                               | 24 mars 2023                     | Stade Abdoulaye-Wade, Diamniadio, Sénégal   | Qualifications à la CAN 2023            | 5 - 1                            | Mozambique                       | 88e                              | 5-1                              | 15e                              |                                  |
| 4e                               | 20 juin 2023                     | Stade José Alvalade XXI, Lisbonne, Portugal | Match amical                            | 2 - 4                            | Brésil                           | 22e                              | 1-1                              | 18e                              |                                  |

## Palmarès

### En club
Avec le FC Metz, Habib Diallo est champion de France de Ligue 2 en 2019.

### En sélection
Avec l'équipe du Sénégal, Habib Diallo remporte la Coupe d'Afrique des nations en 2021.